# Músculo constrictor faríngeo inferior
 El constrictor faríngeo inferior, el más grueso de los tres constrictores, surge de los lados del cartílago cricoides y tiroideo. De manera similar a los músculos constrictores faríngeos superiores y medios, está inervado por el nervio vago (nervio craneal X), específicamente, por ramas del plexo faríngeo y por ramas neuronales del nervio laríngeo recurrente. 

## Origen e inserción
El músculo está compuesto de dos partes. La primera (y más superior) que surge del cartílago tiroides ( parte tirofaríngea ) y la segunda que surge del cartílago cricoides ( parte cricofaríngea ).
- En el cartílago tiroides, surge de la línea oblicua en el costado de la lámina, desde la superficie detrás de este, casi hasta el borde posterior y desde el asta inferior.
- Del cartílago cricoides surge en el intervalo entre el cricotiroideo en el frente y la faceta articular para el asta inferior del cartílago tiroideo detrás.

Desde estos orígenes, las fibras se extienden hacia atrás y hacia adentro para insertarse con el músculo del lado opuesto en el rafe faríngeo fibroso en la línea media posterior de la faringe. 
Las fibras inferiores son horizontales y continuas con las fibras circulares del esófago; el resto asciende, aumentando en oblicuidad, y se superponen al constrictor medio . El músculo cricofaríngeo es sinónimo del esfínter esofágico superior (UES), que controla la apertura del esófago cervical, y en ocasiones se denomina entrada cricofaríngea. 

## Acción
Tan pronto como se recibe el bolo de comida en la faringe, los músculos del elevador se relajan, la faringe desciende y los constrictores se contraen sobre el bolo y lo transportan hacia el esófago. Durante la deglución, se contraen y causan movimiento peristáltico en la faringe. 

## Papel en la enfermedad humana.
La contracción no coordinada y/o el espasmo cricofaríngeo y/o la relajación alterada de este músculo se consideran actualmente los principales factores en el desarrollo del divertículo de Zenker. El divertículo de Zenker se desarrolla entre los dos vientres del constrictor inferior (tirofaríngeo y cricofaríngeo) en un pequeño espacio llamado La dehiscencia de Killian. Se puede formar un divertículo donde queda atrapado un globo de mucosa fuera de los límites faríngeos. Aquí pueden residir alimentos u otros materiales, lo que puede provocar infecciones. 
La falta de coordinación motora del cricofaríngeo puede causar dificultad para tragar. 

## Imágenes adicionales

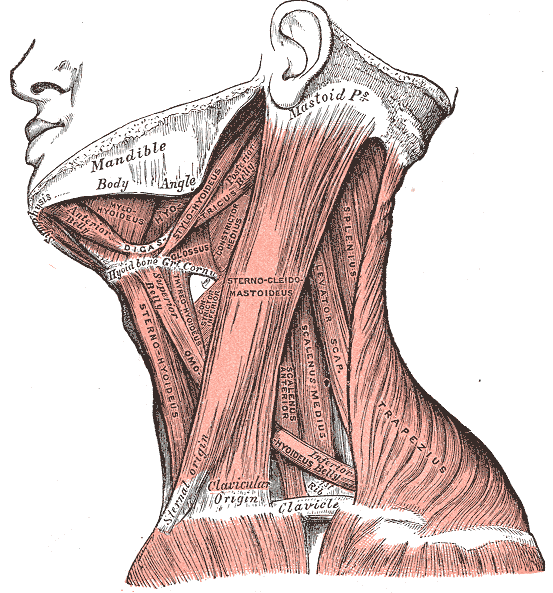
Músculos del cuello. Vista lateral.
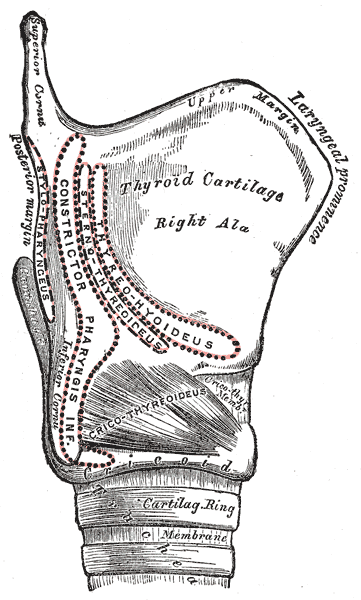
Vista lateral de la laringe, que muestra uniones musculares.
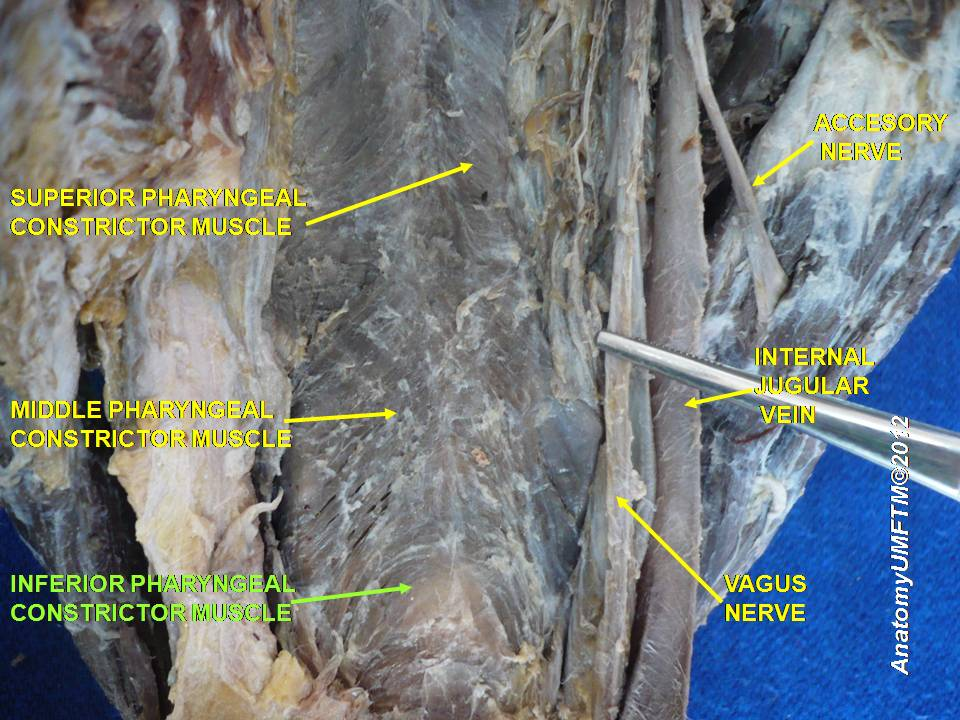
Músculo constrictor faríngeo inferior
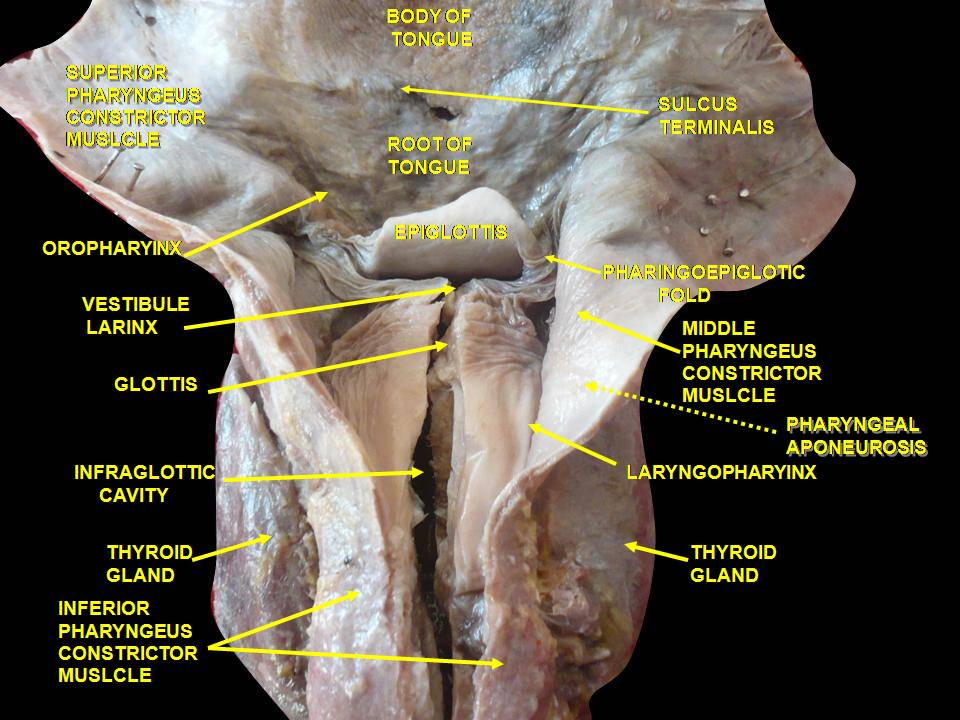
Disección profunda de la laringe, faringe y lengua vista desde atrás